# Laurence Cooper Stuart
Pour les articles homonymes, voir Cooper et Stuart.
Laurence Cooper Stuart est un herpétologiste américain né en 1907 et mort en 1983.
Il travaillait à Université du Michigan.[réf. nécessaire]

## Taxons nommés en son honneur
- Craugastor stuarti (Lynch, 1967)
- Micrurus stuarti Roze, 1967
- Oedipina stuarti Brame, 1968
- Bolitoglossa stuarti Wake & Brame, 1969
- Ptychohyla panchoi Duellman & Campbell, 1982
- Nototriton stuarti Wake & Campbell, 2000

## Quelques taxons décrits
- Adelphicos veraepacis Stuart, 1941
- Ameiva chaitzami Stuart, 1942
- Anolis cobanensis Stuart, 1942
- Anolis haguei Stuart, 1942
- Bolitoglossa cuchumatana (Stuart, 1943)
- Bolitoglossa lincolni (Stuart, 1943)
- Bolitoglossa odonnelli (Stuart, 1943)
- Bolitoglossa omniumsanctorum (Stuart, 1952)
- Craugastor xucanebi (Stuart, 1941)
- Dryadophis Stuart, 1939
- Duellmanohyla schmidtorum (Stuart, 1954)
- Geophis carinosus Stuart, 1941
- Hyla walkeri Stuart, 1954
- Incilius ibarrai (Stuart, 1954)
- Mastigodryas amarali (Stuart, 1938)
- Oedipina ignea Stuart, 1952
- Oedipina taylori Stuart, 1952
- Plectrohyla avia Stuart, 1952
- Plectrohyla ixil Stuart, 1942
- Plectrohyla quecchi Stuart, 1942
- Pseudoeurycea exspectata Stuart, 1954
- Rhadinella hannsteini (Stuart, 1949)
- Rhadinella hempsteadae (Stuart & Bailey, 1941)
- Rhadinella pilonaorum (Stuart, 1954)
- Scincella incerta (Stuart, 1940)
- Tantilla bairdi Stuart, 1941
- Tlalocohyla loquax (Gaige & Stuart, 1934)